# فلوریدا بریکز
فلوریدا بریکز (به انگلیسی: Florida Breaks) یا فلوریدا بریک بیت (به انگلیسی: Florida Breakbeat) سبکی از موسیقی بریک بیت است، که یکی از سبک‌های موردِ علاقهٔ مردم مناطق حوالی ایالت فلوریدای آمریکا به‌شمار می‌رود؛ علاوه بر آن در سراسر دنیا به عنوان یک موسیقی منحصر به فرد، شناخته می‌شود. این سبک در اواسط و اواخر دههٔ ۱۹۹۰ و در باشگاه‌های رقص جنوبِ شرقی ایالات متحده آمریکا محبوبیت پیدا کرد. صداهای مورد استفاده در موسیقی فلوریدا بریکز در آن زمان با اصطلاح «فانکی» توصیف می‌شد. و غالباً شامل صداهای قابل تشخیصی از موسیقی پاپ دههٔ ۱۹۸۰ فانک و هیپ هاپ بود. امروزه صداهای مورد استفاده در این سبک شباهت‌های زیادی با سبک نیو اسکول بریکز دارد، گرچه از موسیقی‌های دیگر مورد پسند در همین منطقه مانند فری استایل، الکترو و میامی بیس نیز تأثیر پذیرفته‌است. فلوریدا بریکز زمانی به اوج تجلی خود رسید که دی‌جی‌های محبوب بیشتری از این سبک، در شهر اورلاندو پدیدار شدند.

## تاریخچه

### اواخر دهه ۱۹۸۰ تا اوایل دهه ۱۹۹۰
سبک فلوریدا اولین بار در اواخر دهه ۸۰ در داخل تئاتر تاریخی بیچم در اورلاندو مشاهده شد. این ژانر به‌عنوان یک خرده فرهنگ موسیقی زیرزمینی محلی که از سال ۱۹۸۹ تا ۱۹۹۲ در اورلاندو در تابستان عشق شکل گرفت، شروع به محبوبیت کرد.
ادی پاپا در سال ۱۹۹۲ متأثر از شب‌های بیچم، مهارت خود را نشان داد. او را می‌توان به‌عنوان یکی از پیشگامان ژانر بریکز در نظر گرفت. پاپا در اواسط سال ۱۹۹۳ به شهرت جهانی رسید. رویدادهای موسیقی باعث محبوبیت فلوریدا بریکز در جاهای دیگر ایالات متحده شد. کم‌کم در اروپا نیز توجه به گسترش فرهنگ ارلاندو شروع شد.

### اواسط دهه ۱۹۹۰
بریک به شدت بر سایر تولیدکنندگان این ژانر که با پراگرسیو و ترنس مخلوط کردند، تأثیر گذاشت. این اختلاط به «صدای اورلاندو» معروف شد. این صدا در اواسط دهه ۱۹۹۰ مورد استقبال مردم قرار گرفت و محبوبیت گسترده‌ای بین دی‌جی‌ها و مخاطبان پیدا کرد و در سطح بین‌المللی با عنوان «سرگرمی دوستانه اورلاندو» به بازار عرضه شد. نیک نیوتن، دی‌جی و تهیه‌کننده انگلیسی، رکورد ۱۹۹۶ خود را ارلاندو نامید. به نظر نمی‌رسید که در مورد عناصر دقیق تشکیل دهنده صدای فلوریدا اتفاق نظر کلی وجود داشته باشد.
تأثیرات الهام بخش ژانر تغییرات منطقه ای و ترجیحی Breaks در فلوریدا را ایجاد کرده‌است که تعریف ژانر را دشوارتر کرده‌است. به عنوان مثال، صدای Orlando Sound از فلوریدا مرکزی و شمالی به شدت تحت تأثیر صدای جدید ضرب و شتم، ترنس و خانه‌های پیشرونده قرار گرفت. تولیدکنندگان در جنوب فلوریدا و تامپا با عطر و طعم عمیق خانه را حفظ کردند یا بیشتر تأثیر فانک و هیپ هاپ را به اصطلاح «گتو باس» میامی حفظ کردند که تکامل یافته و گاهی اوقات آن را وقفه‌های بدبو می‌نامند. این ژانر در ایستگاه‌های رادیویی (WXXL (106.7 FMو رادیو کالج (WPRK (91.5 FM، و همچنین (WUCF (89.9 FM) , WFIT (89.5 FM در ساحل فضاییپخش رادیویی محلی محدودی را در مرکز فلوریدا دریافت کرد.

### دهه ۲۰۰۰
محبوبیت بین‌المللی و محلی وقفه‌های فلوریدا به اوج خود رسید و از سال ۲۰۰۰ شروع به کاهش کرد. با این حال، این سبک هنوز در فلوریدا مرکزی و همچنین در میان کسانی که دوران و ژانرها را در نقش موسیقی منحصر به فرد در تاریخ موسیقی الکترونیکی به یاد می‌آورند، بسیار محبوب است.